# 미국 요리

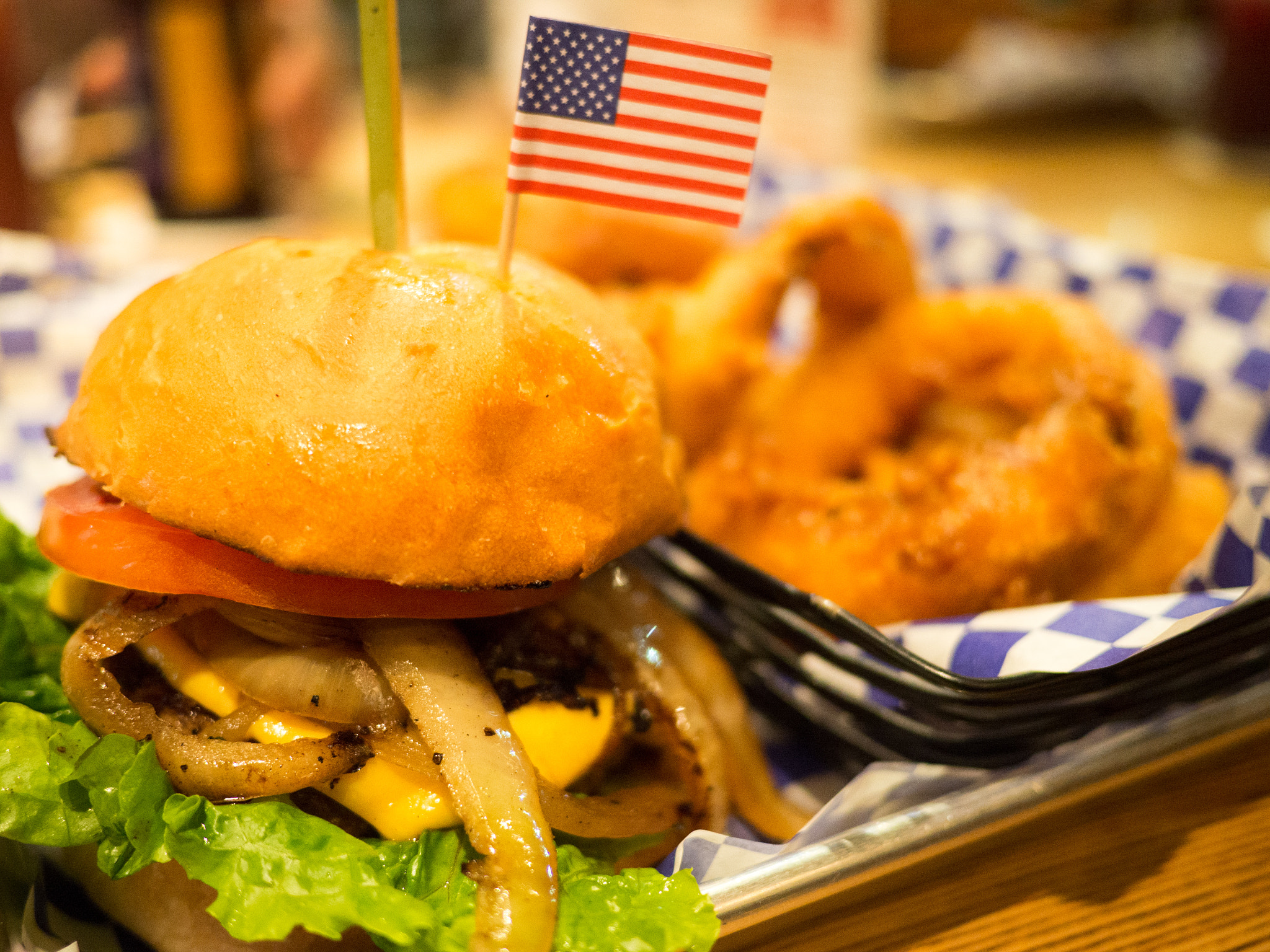
햄버거와 어니언 링

미국 요리(美國料理, 영어: American cuisine 어메리컨 퀴진[*])는 북아메리카에 있는 미국의 요리이며, 아메리카의 유럽 식민지화로 말미암아 수많은 요리 재료와 요리 스타일이 미국 요리에 도입되었다. 19세기와 20세기에도  다른 수많은 나라들로부터의 이주민들이 유입되면서 다양한 스타일이 지속적으로 확장되어 갔으며 이에 따라 미국 전역의 음식 다양성을 부추겼다.

## 유럽인들의 이민 이전
옛날의 아메리카 토착민은 불 위에 바로 올려놓을 적합한 그릇이 없었을 때 '돌 보일러'라는 기술을 개발하였다. 돌 보일러는 달궈진 돌 위에 벽돌과 물이 채워진 냄비를 놓아 물을 끓이는 방법이다. 남서부에선 '오르노'라고 불리는 아도비 점토로 만들어진 오븐이 쓰였고 다른 지역에서는 구덩이를 파서 요리했다. 요리를 위해 해산물 위에 뜨거운 돌, 해초, 옥수수 껍질 등을 놓기도 했다.

## 식생활
미국인은 주로 감자와 빵, 그리고 고기를 즐겨 먹는다. 또 이탈리아, 그리스, 인도, 스페인, 튀르키예, 영국, 호주, 캐나다, 멕시코, 레바논, 프랑스, 브라질, 중국, 베트남, 일본, 한국 음식 등 다양한 음식을 먹을 수 있다. 미국인의 식생활은 주로 아침 식사로 토스트와 우유, 시리얼과 달걀, 과일 주스 등을 먹고, 점심 식사는 햄버거나 샌드위치 등 간이 식품으로 해결하는 식이다. 저녁 식사는 돼지고기, 쇠고기 스테이크, 닭고기, 칠면조고기, 생선 등의 육식과 생선으로 아침이나 점심에 비해 푸짐하게 먹는다. 한국의 간편식품에는 스파게티와 피자가 있는데 집에서 요리하거나 전화로 주문하여 먹는다. 미국인의 아침 식사 중의 하나인 시리얼은 원래 의사 켈로그가 소화 잘 되는 환자용 음식으로 고안한 것이다. 처음에는 몇 분 정도 가열해서 먹는 시리얼이었으나 후에 있는 그대로 먹을 수 있는 콘프레이크와 같은 차가운 시리얼이 개발되었다. 옥수수, 쌀, 밀 등을 원료로 하는 시리얼의 종류가 많은데 그 중에서 플레이크 상태로 만든 콘플레이크가 가장 인기가 많다.
하지만 패스트푸드를 어릴 때부터 먹어 비만인 아이들이 많다. 대한민국에는김치 일본에는초밥 이탈리아에는피자 인도에는카레 영국에는샌드위치 를 자주먹는다면 미국에는 햄버거를 자주먹는다 각 나라들마다 음식이 다르지만 문화를 존중해주자 

## 같이 보기
- 북아메리카 요리
- 이탈리아 요리
- 프랑스 요리
- 스페인 요리
- 패스트푸드
- 햄버거, 햄버그
- 핫도그
- 케밥
- 스테이크(쇠고기 스테이크), 로스트 비프, 갈빗살
- 뇨키
- 스파게티, 파스타(라비올리, 푸실리)
- 피자(시카고 피자)
- 도넛
- 팝콘
- 감자 튀김, 맛감자, 해시 브라운
- 어니언 링
- 버펄로 윙
- 나초
- 타코
- 부리토
- 치즈 스틱
- 생선 스틱
- 파이(애플 파이, 셰퍼드 파이, 크림 파이)
- 리소토, 잠발라야
- 아이스크림, 파르페, 선디, 젤라토, 그라니타, 돈두르마
- 밀크셰이크, 스무디
- 랍스터
- 관자
- 바나나 스플릿
- 칠면조 구이
- 프라이드 치킨, 로스트 치킨
- 탄산음료(콜라, 사이다, 환타)
- 주스
- 케이크, 티라미수, 브라우니
- 푸아그라